# Корневое произведение

Корневое произведение графов.

В теории графов корневое произведение графа G и корневого графа H определяется следующим образом: возьмём |V(G)| копий графа H и для каждой вершины {\displaystyle v_{i}} графа G, отождествляем {\displaystyle v_{i}} с корневой вершиной i-ой копии H.
Более формально. Предположим, что V(G) = {g1, ..., gn}, V(H) = {h1, ..., hm} и что корнем графа H 
является {\displaystyle h_{1}}. Определим произведение 
{\displaystyle G\circ H:=(V,E)},
где
{\displaystyle V=\left\{(g_{i},h_{j}):1\leq i\leq n,1\leq j\leq m\right\}}
и
{\displaystyle E=\left\{((g_{i},h_{1}),(g_{k},h_{1})):(g_{i},g_{k})\in E(G)\right\}\cup \bigcup _{i=1}^{n}\left\{((g_{i},h_{j}),(g_{i},h_{k})):(h_{j},h_{k})\in E(H)\right\}}
Если граф G является также корневым  с корнем g1, можно рассматривать произведение само как корневой граф с корнем (g1, h1). Корневое произведение является подграфом прямого произведения тех же самых двух графов.

## Приложения
Корневое произведение особенно актуально для деревьев, поскольку корневое произведение двух деревьев снова будет деревом. Например, Кох и др. (1980) использовали корневые произведения для поиска грациозной нумерации для широкого семейства деревьев.
Если H — полный граф с двумя вершинами K2, то для любого графа G корневое произведение графов G и H имеет число доминирования, равное ровно половине числа его вершин. Любой связный граф, в котором число доминирования равно половине вершин, получается таким образом, за исключением цикла с четырьмя вершинами. Эти графы можно использовать для генерации примеров, в которых для прямого произведения графов достигается граница из гипотезы Визинга, недоказанного неравенства между числом доминирования графов в различных произведениях графов.